# (192) Nausicaa
Pour les articles homonymes, voir Nausicaa (homonymie).
(192) Nausicaa ((192) Nausikaa) est un astéroïde de la ceinture principale découvert par Johann Palisa le 17 février 1879. Son nom fait référence à Nausicaa, une princesse de l'Odyssée d'Homère.

## Compléments